# Interstate 35
Az Interstate 35 (I-35, 35-ös országos autópálya) az Amerikai Egyesült Államok középső részén, észak-dél irányban szeli át az országot. A mexikói határtól, Laredo-ból, Texas államból indul és Duluthban, Minnesota államban ér véget. Útja során 6 államon halad át. Teljes hosszúsága több, mint 2500 km, ezzel a kilencedik leghosszabb Interstate autópálya az Egyesült Államokban az Interstate 94 után.

## Nyomvonala
| állam   | mérföld  | kilométer |
| ------- | -------- | --------- |
| TX      | 503,96   | 811,04    |
| OK      | 235,96   | 379,74    |
| KS      | 235,53   | 379,05    |
| MO      | 114,74   | 184,66    |
| IA      | 219,23   | 352,82    |
| MN      | 259,64   | 417,85    |
| Teljes: | 1 569,06 | 2 525,16  |

### Államok

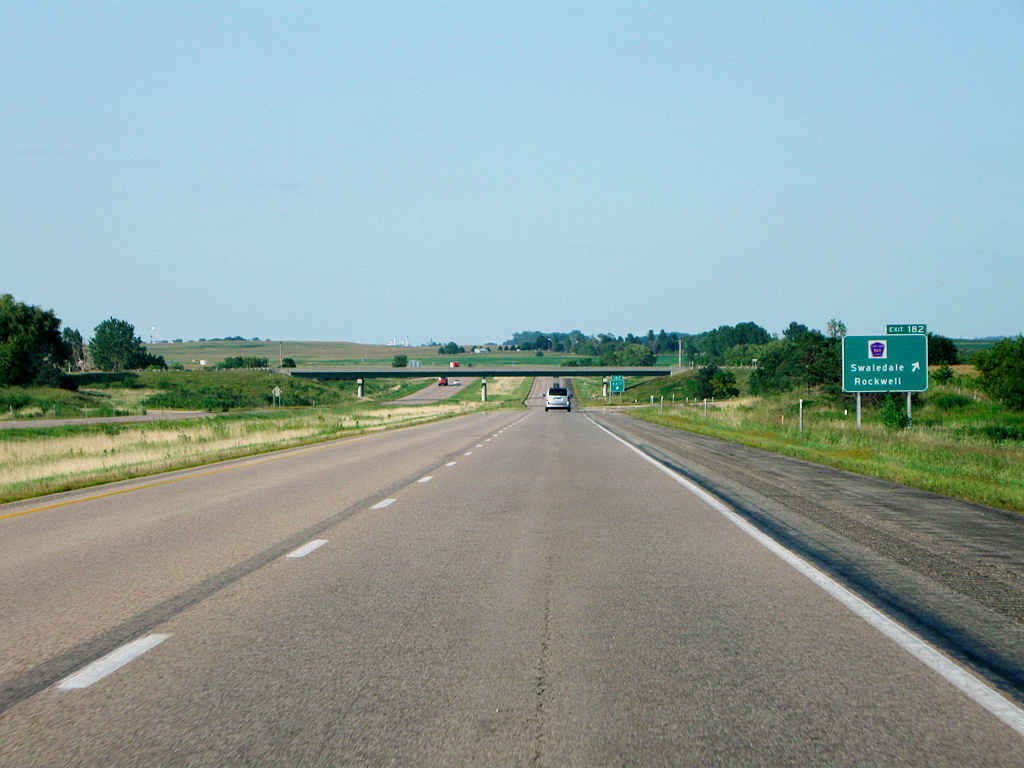
Az I-35 182-es kijárata, Iowa államban

- Texas
- Oklahoma
- Kansas
- Missouri
- Iowa
- Minnesota

### Nagyobb városok
- San Antonio, Texas
- Austin, Texas
- Dallas, Texas
- Oklahoma City, Oklahoma
- Kansas City, Missouri
- Des Moines, Iowa
- Minneapolis, Minnesota

### Fontosabb kereszteződések
- Interstate 10 - San Antonio, Texas
- Interstate 37 - San Antonio, Texas
- Interstate 40 - Oklahoma City, Oklahoma
- Interstate 44 - Oklahoma City, Oklahoma
- Interstate 70 - Kansas City, Missouri
- Interstate 29 - Kansas City, Missouri
- Interstate 80 - Des Moines, Iowa
- Interstate 90 - Albert Lea, Minnesota

## Fordítás
- Ez a szócikk részben vagy egészben  az   Interstate 35 című angol Wikipédia-szócikk fordításán alapul.  Az eredeti cikk szerkesztőit annak laptörténete sorolja fel. Ez a jelzés csupán a megfogalmazás eredetét és a szerzői jogokat jelzi, nem szolgál a cikkben szereplő információk forrásmegjelöléseként.